# Cei Doisprezece Olimpieni
În mitologia greacă, Cei doisprezece Olimpieni, cunoscuți și ca Dodekatheon (în greacă Δωδεκάθεον, cuvânt compus din δώδεκα, dōdeka „doisprezece” + θεοί, theoi, „zei”), erau cele douăsprezece zeități majore ale Pantheonului Grecesc care își aveau reședința pe vârful Muntelui Olimp. Aceștia și-au câștigat supremația ca zei ca urmare a unui război mitologic împotriva Titanilor, conduși fiind de către Zeus. Cultul grec pentru Cei Doisprezece Olimpieni poate fi identificat ca având originea în Atena secolului VI î.Hr. și cel mai probabil era un cult original fără origine în perioada miceniană. Altarul Olimpienilor din Atena este datat perioadei lui Pesistratos, în 522/521 î.Hr.
O foarte mare variație a existat conform diferitelor surse, însă canonul a stabilit reședința lui Zeus, Hera, Poseidon, Demetra, Athena, Hestia sau Dionis, Apollo, Artemis, Ares, Afrodita, Hefaistos și Hermes pe Muntele Olimp. Hades, zeul Infernului, nu rezida pe Muntele Olimp, el având reședința în împărăția sa subpământeană. 

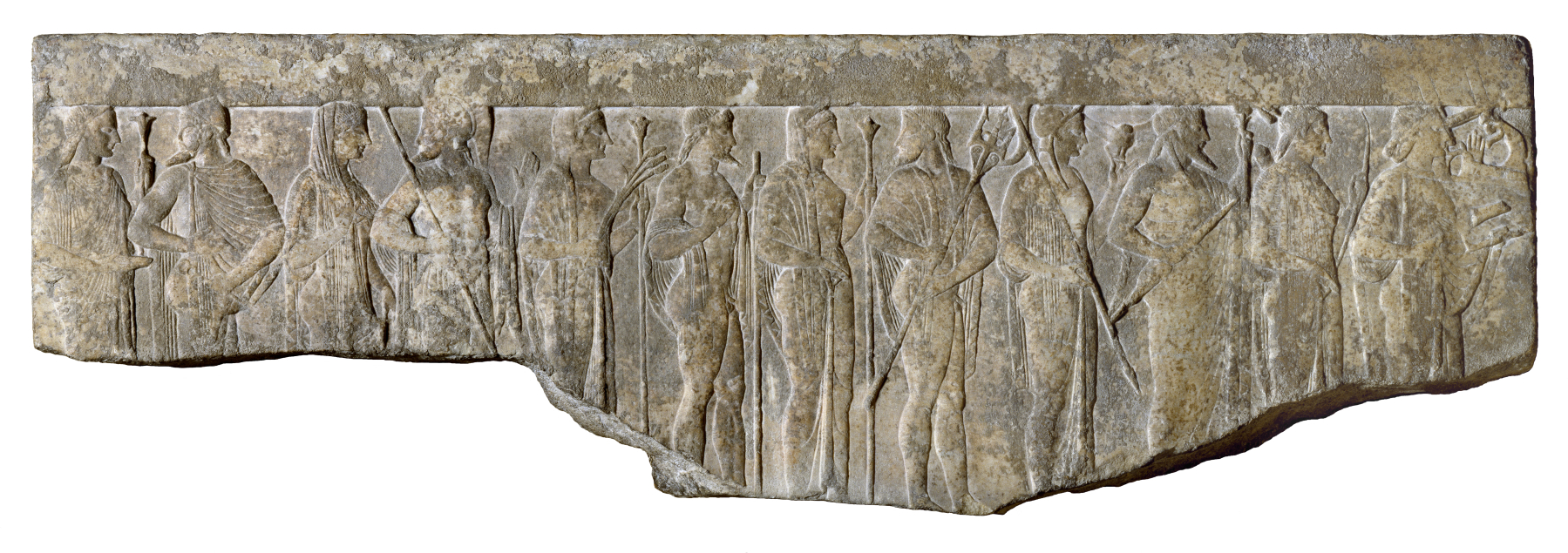
Fragment de pe un altorelief elenistic (Sec. I î.Hr – Sec. I d.Hr) care îi înfățișează pe Cei doisprezece Olimpieni purtând în procesiune atributele lor; astfel, de la stânga la dreapta: Hestia (sceptru), Hermes (casca înaripată și caduceul), Afrodita (vălul), Ares (casca și lancea), Demeter (sceptrul și grămada de spice), Hefaistos (bastonul), Hera (sceptru), Poseidon (tridentul), Atena (bufnița și casca), Zeus (fulgerul și bastonul), Artemis (arcul și tolba cu săgeți) și Apollo (cithara)

## Listă
| Numele grecesc                                                                                                  | Numele roman | Imagine | Funcție și atribuții | Generație | Părinți                  | Soț/soție |
| --- | ------------ | ------- | --- | --------- | ------------------------ | --------- |
| Zeus | Jupiter      |         | Regele zeilor și stăpânul Muntelui Olimp; zeul cerului și al tunetului. Simbolurile sale sunt fulgerele, vulturul, stejarul, sceptrul și balanța. A avut nenumărate aventuri soldate cu copii. | I         | Cronos și Rheea          | Hera      |
| Hera | Junona       |         | Regina zeilor și zeița protectoare a familiei, căsniciei, a căminului și a femeilor măritate, precum și regina zeilor și a oamenilor. Simbolurile sale sunt păunul, rodia, coroana, cucul, leul și vaca. Răzbunătoare, a încercat întotdeauna să complice viața ori să îi omoare pe copiii lui Zeus din alte relații. | I         | Cronos și Rheea          | Zeus      |
| Poseidon | Neptun       |         | Stăpânul mărilor, cutremurelor și cailor. Simbolurile includ calul, boul, delfinul, și tridentul. Ca și fratele său mai mic Zeus, Poseidon a avut mai multe aventuri. | I         | Cronos și Rheea          | Amfitrite |
| Demetra | Ceres        |         | Zeiță a fertilității, agriculturii, ocrotitoare a naturii și stăpâna anotimpurilor. Simbolurile sale erau macul, grâul, torța și porcul. | I         | Cronos și Rheea          | -         |
| Apollo | Apollo       |         | Zeul zilei, al luminii și al artelor, protector al poeziei și al muzicii, profețiilor și arcașilor, conducătorul corului muzelor, personificare a Soarelui.Simbolurile sale includ soarele, lira, arcul și săgeata, corbul, delfinul, lupul, lebăda, și șoarecele. Fratele geamăn al lui Artemis.                     | II        | Zeus și Leto             | -         |
| Artemis | Diana        |         | Zeița virgină a vânătorii, virginității, nașterii, lunii și tuturor animalelor. Simbolurile sale sunt luna, căpriorii, ogarii, ursoaicele, șerpii, chiparosul. | II        | Zeus și Leto             | -         |
| Hermes | Mercur       |         | Mesagerul zeilor, zeul comerțului și negustoriei, hoților și tâlharilor. Simbolul său este caduceul, sandalele și casca înaripate, barza și broasca țestoasă. Inventatorul lirei. Mai în varstă decât Dionis, s-a căsătorit cu Dryope și au avut un fiu - Pan.                                                        | II        | Zeus și Maia             | Dryope    |
| Athena | Minerva      |         | Zeiță virgină a înțelepciunii, meșteșugurilor, apărării și strategiei militare. Simbolurile sale erau bufnița și ramura de măslin. S-a născut supranatural ieșind din țeasta tatăului său după ce acesta o înghițise pe Metis, complet dezvoltată și îmbrăcată în armură, pregătită de luptă.                         | II        | Zeus și Metis            | -         |
| Ares | Marte        |         | Zeul războiului, violenței și vărsării de sânge. Simbolurile sale sunt mistrețul, șarpele, câinele, vulturul, sulița și scutul. | II        | Zeus și Hera             | -         |
| Afrodita | Venus        |         | Zeiță a iubirii, frumuseții și dorinței. Simbolurile sale includ porumbița, păsările, mărul, albina, lebăda, mirul și trandafirul. | T/II      | Uranus sau Zeus și Dione | Hefaistos |
| Hefaistos | Vulcan       |         | Maestru fierar și meșteșugar al zeilor. Zeul focului și metalelor. Simbolurile sale includ focul, nicovala, securea, măgarul, ciocanul, cleștii de fierărie și prepelița. | II        | Hera/Zeus și Hera        | Afrodita  |
| Majoritatea listelor celor „doisprezece olimpieni” constau din cei unsprezece de mai sus plus Hestia sau Dionis |              |         | |           |                          |           |
| Hestia | Vesta        |         | Zeița virgină a căminului, ocrotitoare a focului sfânt. Simbolul său este vatra. | I         | Cronos și Rheea          | -         |
| Dionis | Bacchus      |         | Zeul vinului, petrecerilor, și extazului. Zeul protector al teatrului. Simbolurile sale sunt vița de vie, iedera, cupa, tigrul, pantera, leopardul, delfinul și capra. Fiu al lui Zeus și al prințesei Tebane Semele. Cel mai tânăr zeu din Olimp și singurul născut dintr-o mamă muritoare.                          | II        | Zeus și Semele           | Ariadna   |